# Pekčanica
Pekčanica (cyr. Пекчаница) – wieś w Serbii, w okręgu raskim, w mieście Kraljevo. W 2011 roku liczyła 219 mieszkańców.